# Liste der denkmalgeschützten Objekte in Oberloisdorf
Die Liste der denkmalgeschützten Objekte in Oberloisdorf enthält die denkmalgeschützten, unbeweglichen Objekte der Gemeinde Oberloisdorf.

## Denkmäler
| Foto |                 | Denkmal                                                                | Standort                                     | Beschreibung | Metadaten |
| ---- | --------------- | ---------------------------------------------------------------------- | -------------------------------------------- | --- | --- |
| ja   | Datei hochladen | Figurenbildstock hl. Johannes Nepomuk HERIS-ID: 71797 Objekt-ID: 84993 | vor Hauptstraße 1 Standort KG: Oberloisdorf  | Der Bildstock des heiligen Johannes Nepomuk ist mit 1916 bezeichnet.                                                      | BDA-Hist.: Q38128385 Status: § 2a Stand der BDA-Liste: 2025-06-30 Name: Figurenbildstock hl. Johannes Nepomuk GstNr.: 144                 |
| ja   | Datei hochladen | Rustenkreuz HERIS-ID: 71813 Objekt-ID: 85010                           | Güterweg Geissberg Standort KG: Oberloisdorf | Die neogotische Kreuzsäule nahe der Bahn ist mit 1911 bezeichnet.                                                         | BDA-Hist.: Q38128429 Status: § 2a Stand der BDA-Liste: 2025-06-30 Name: Rustenkreuz GstNr.: 4999                                          |
| ja   | Datei hochladen | Kath. Pfarrkirche hl. Rochus HERIS-ID: 41644 Objekt-ID: 42190          | Standort KG: Oberloisdorf                    | Die Kirche um 1770 hat einen mittelalterlichen Turm aus dem 15. Jahrhundert und ein Seitenschiff mit Flachdecke aus 1904. | BDA-Hist.: Q16269206 Status: § 2a Stand der BDA-Liste: 2025-06-30 Name: Kath. Pfarrkirche hl. Rochus GstNr.: 128 Pfarrkirche Oberloisdorf |